# Bandeira de Calcutá

Bandeira de Calcutá.

A Bandeira de Calcutá foi uma das primeiras bandeiras não-oficiais da Índia. Foi desenhada por Schindra Prasad Bose e desfraldada em 7 de agosto de 1906 na Praça Parsi Bagan (Greer Park), Calcutá, Índia